# Russo (futebolista)
Ricardo Soares Florêncio mais conhecido como Russo (Olinda, 18 de junho de 1976) é um ex-futebolista brasileiro que atuava como lateral-direito.

## Carreira

### Sport
Russo iniciou a carreira jogando na categoria de base do Sport. Após excelente aparição em 1995 e mantendo o nível em 1996, inclusive sagrando-se campeão pernambucano neste ano, despertou o interesse de vários clubes do Brasil. Seria transferido para o Valência da Espanha ao final de 1996, contudo, por receio do próprio jogador, e por ainda ser muito novo, preferiu ficar em solo brasileiro.

### Vitória
Em 1997, foi contratado pelo Esporte Clube Vitória, onde chegou com status de promissor e logo mostrou o futebol competente apresentado no time anterior. Foi muito importante nas conquistas do Nordestão e no Baianão, ambos de 1997. No Campeonato Brasileiro deste mesmo ano, o lateral provou, mais uma vez, que era um jogador de alto nível, ajudando o time do Vitória a ficar na nona colocação ao final do torneio, a um ponto do oitavo colocado, que classificaria o time para a fase final. O rubro-negro baiano foi o melhor nordestino na competição. 
Após destaque com a camisa do Vitória, foi chamado para Seleção Brasileira pela primeira vez em 10 de setembro de 1997, para a vitória por 4 a 2 sobre o Equador. Terminou aquele ano atuando mais duas vezes pelo time Canarinho, nas vitórias sobre Marrocos e África do Sul.

### Cruzeiro
Com as belas atuações pelo time baiano, o Cruzeiro Esporte Clube o contratou. Russo chegou para ser titular no clube mineiro, mas nem chegou a estrear e logo foi convocado para participar da Copa Ouro 1998 pela Seleção Brasileira (o Brasil acabou ficando na terceira colocação). Na volta, Russo ainda atuou em 9 jogos pela Celeste Azul no torneio e contribuiu para o título do Campeonato Mineiro de 1998. Ainda no meio da competição, o lateral sofreu uma contusão na virilha, e acabou ficando de fora das convocações finais para Copa de 1998. Com a contusão, o lateral Gustavo, se acabou se consolidando no Cruzeiro.

### Sport
Ainda em 1998, após a recuperação da contusão, Russo recebeu uma bela proposta para retornar ao Leão da Ilha do Retiro, que estava montando um time forte para o Brasileiro daquele ano. Transferiu-se para o Sport na reta final do Pernambucano de 1998, sagrou-se Campeão Estadual e ajudou o clube a fazer umas das melhores suas campanhas do Brasileiro daquele ano. Terminando a primeira fase em 5º colocado, sendo eliminado pelo Santos em três jogos muito polêmicos.
Com a lateral direita reserva da Seleção sem um nome forte (Cafu era titular absoluto), Russo sempre era um dos cogitados para a posição, mas não fora mais chamado após a contusão sofrida na virilha.

### Vitória
Após o excelente Campeonato Brasileiro pelo Sport em 1998, o clube pernambucano resolveu conter gastos em 1999, pois não conseguiria pagar o salário de todos os medalhões do time. Sendo assim, o Vitória contratou novamente o lateral que fez sucesso dois anos antes. E Russo manteve o nível do ano anterior no primeiro semestre. Com boas atuações logo no início do ano, ajudou o time a conquistar BI campeonato do Nordeste em 1999 e ao Título Baiano daquele mesmo ano (junto com o Bahia, pois, após um imbróglio devido aos mandos de campo, a Divisão da Taça foi decidida pela justiça em 2005). Após alguns jogos pelo time Baiano, Russo passou a revezar a titularidade com dois excelentes jogadores, Eloy, que ganhou muita força mais força ainda no segundo semestres; e Baiano, que veio do Santos com grande status (e acabou deslocado para volante no final da temporada). Todos os três mantendo um excelente nível de competitividade ao longo do primeiro semestre de 1999.

### Botafogo
Com o revezamento no Vitória, aliada a uma boa proposta do Botafogo, com a promessa de ser titular no time carioca para o Campeonato Brasileiro de 1999, Russo transferiu-se para o time de General Severiano, no segundo semestre de 1999. 
Fez 11 jogos pelo clube, com atuações medianas.
Com um time um pouco abaixo da média geral do campeonato, aliado a um regulamento confuso, o Botafogo quase foi rebaixando naquele ano, mas foi salvo graças ao "Caso Sandro Hiroshi"

### Sport
"Impossível falar de nomes para lateral direita do Leão e não citar Russo", Matéria do Globo Esporte de Janeiro de 2000, Anunciando a Volta do camisa 2 para o Leão da Praça da Bandeira. Talvez o no melhor ano de sua carreira como profissional, Russo chega ao Sport Recife com um planejamento muito bem traçado pelo clube ainda no final de 1998, quando resolveu economizar em 99 para aplicar no ano de 2000. Com esse esquema, trouxe medalhões para todas as posições, e acabou formando um dos melhores times do Sport de todos os Tempos com Bosco, RUSSO, Sandro Blum, Erlon, Dutra, Leomar, Sidney, Adriano, Nildo, Leonardo e Taílson. O Lateral direito fez partidas espetaculares, mostrando raça, competência, inteligência, excelentes cruzamentos, posicionamentos e marcando muito bem. Ajudou o clube Pernambucano a se sagrar Campeão Pernambucano, Campeão da Copa do Nordeste, Vice Campeão da Copa dos Campeões e ficando em Segundo lugar na primeira fase do Campeonato Brasileiro Serie A deste ano (chamada de Copa João Havelange). Russo seria convocado para a Seleção Brasileira em julho de 2000, para as partidas contra Paraguai e Argentina, mas como do Sport estava na Copa dos Campeões, Evanílson foi chamado em seu lugar, jogou bem após a expulsão de Cafú e o Russo não teve mais chaces no ano. Belletti também disputava a vaga.
O Sport foi eliminado nas quartas de final da Copa João Havelange pelo Grêmio de Ronaldinho Gaúcho. Mas o lance inusitado da partida foi aos 20 minutos do primeiro tempo, quando Russo foi derrubado na Área, pênalti claro, o juiz mandou seguir. Russo teve que sair de maca e não retornou ao jogo. Este gol poderia ter mudado a história da partida.

### Santos
Após o excelente Campeonato pelo Sport em 2000 e quase retornando a seleção, Russo foi dado como reforço de alto nível para assumir a camisa 4 do Santos Futebol Clube, em 2001. Ao longo do ano, Russo foi titular absoluto, inclusive naquela fatídica partida que o Santos perdeu para o Corinthians na semifinal, levanto o gol de Ricardinho faltando 20 segundos pra acabar o jogo, que culminou com a desclassificação do time. O lateral Pernambucano jogou sempre em bom nível pelo clube paulista. Nunca teve sua titularidade colocada em risco, mas suas atuações ficaram longe das realizadas no ano anterior pelo Sport Recife.

### São Caetano
Após longa negociação nos dois primeiros meses, Russo se transferiu para o São Caetano, também de São Paulo, para a disputa da Libertadores da América em 2002. Como chegou com o campeonato em andamento, começou na reserva, mas logo tomou conta da lateral direita e não largou mais. Russo voltou a fazer apresentações do nível das que fazia pelo Sport em 2000. O lateral era o desafogo pelo lado direito. O lado esquerdo do time, com Rubens Cardoso, praticamente não atacava. O jogador Pernambucano ajudou o time na caminhada até a final, inclusive dando o passe para o gol na primeira partida da final da Libertadores 2002, com a vitória fora de casa. O lateral foi considerado um dos melhores jogadores da final, mas, como foram derrotados nos pênaltis, o resultado culminou com a demissão de Jair Picerni, e a posterior contratação de Mário Sérgio. Ele e Russo já eram desafetos de outrora, sendo assim, o São Caetano negociou o jogador com o Vasco da Gama do Rio de Janeiro.

### Vasco da Gama
Chegou ao Vasco após o vice Campeonato da Libertadores em 2002 e teve boas atuações. Foi um segundo semestre melhor do que o que ele teve pelo Santos em 2001. Jogos consistentes, mas nada que lembrasse o ano de 2000, nem alguns jogos pela libertadores. Ainda assim, garantido na direita e importante para o time em 2002.
Já em 2003, Russo começou o ano reversando a lateral com Wellington, mas os dois sempre mantendo um bom nível e ajudando ao Vasco na conquista do Campeonato Carioca de 2003.

### Spartak Moscou
No segundo semestre de 2003, Russo vai pra Rússia. O jogador acertou com o Spartak Moscou por 3 temporadas, mas não se adaptou ao frio do futebol Russo. Após 8 meses pelo clube, apenas com uma partida oficial (além de algumas amistosas), Russo teve uma pneumonia que o deixou 4 meses sem jogar. Após a recuperação total, o lateral e o clube decidiram pela rescisão contratual, no meio de 2005.

### Sport
O retorno ao futebol pernambucano não foi como o Lateral desejava. Chegou para o ano do centenário do clube, 2005, contudo, mesmo sendo sempre titular, Russo não apresentou um bom futebol, assim como todo elenco Rubro-Negro. E o time Pernambucano se livrou do rebaixando para a Serie C somente no último jogo, com a ajuda de outros resultados.

### Central
Após dois anos e meio muito ruins, Russo se transferiu pra o interior de Pernambuco para reencontrar seu futebol. No Central Sport Clube, time de Caruaru, o lateral fez belas apresentações pelo Campeonato Pernambucano de 2006, inclusive, sendo eleito o melhor lateral direito deste Campeonato Pernambucano. Suas belas atuações pelo Central o levaram pra outro grande da capital, o Santa Cruz.

### Santa Cruz
Em 2007, acerta com o Tricolor Pernambucano. O time disputaria a segunda divisão naquele ano. Chegou a fazer algumas boas apresentações, mas o clube estava em crise e acabou rebaixado pra a terceira divisão em 2008. Russo não jogou muito ao longo dos quase dois anos pelo clube.

### Anapolina
No ano de 2009, Russo defendeu o Anapolina de Goiás.

### Brasil de Farroupilha
No ano de 2010, Russo defendeu o Brasil de Farroupilha, no Campeonato Gaúcho da Segunda Divisão.

### Central
Em 2011, Russo acerta novamente com o clube no interior de Pernambuco, mas joga pouco mais de 3 jogos pelo time.
Em dezembro de 2011 o lateral decide se retirar do Futebol.

## Títulos
Sport
- Campeonato Pernambucano: 1996, 1998, 2000
- Copa do Nordeste: 2000
- Vice-Campeão Copa dos Campeões: 2000

Vitória
- Campeonato Baiano: 1997, 1999
- Copa do Nordeste: 1997, 1999
- Troféu Cidade de Valladolid: 1997

Cruzeiro
- Campeonato Mineiro: 1998

São Caetano
- Vice-Campeão Libertadores da América: 2002

Vasco da Gama
- Campeonato Carioca: 2003[11]
- Taça Guanabara: 2003
- Taça Rio: 2003

Spartak Moscou
- Vice-Campeão Russo: 2004/2005
- Vice-Campeão SuperCopa Russa: 2004

Brasil
- Copa das Confederações: 1997
- 3º Colocado Copa Ouro: 1998